# Lärkor
För andra betydelser se Lärka (olika betydelser)
Lärkor (Alaudidae) är en familj av ordningen tättingar med ett tjugotal släkten.

## Utseende och läte
De flesta lärkor är bruna eller beigefärgade, ofta med ljust bröst och buk och de flesta ger ett ljusbrokigt intryck. De har trubbiga vingar, lång rak bakklo och svart öga. Många av arterna har en ryttlande sångflykt och många är karakteristiska sångare med god förmåga att härma.

## Utbredning och taxonomi
Lärkor är en familj som förekommer i gamla världen samt i norra och östra Australien. Endast berglärkan (Eremophila alpestris) har spridit sig till Amerika. De utgör en väldefinierad familj, bland annat genom deras distinkta form på tarsen. Deras närmaste släkting är troligen förvånande nog skäggmesen (Panuridae) i överfamiljen Sylvioidea. Systematiken inom familjen har genomgått stora ändringar på senare tid efter DNA-studier som visat på nya och helt oväntade släktskap. Till exempel är troligen vitvingad lärka (tidigare i Melanocorypha) egentligen nära släkt med sånglärkan. Arterna traditionellt placerade i Calandrella är sannolikt inte heller varandras närmaste släktingar. Istället står dvärglärkorna närmast berglärkor i Eremophila. 

### Lärkor i Sverige
I Sverige häckar tre arter: sånglärka (Alauda arvensis), trädlärka (Lullula arborea), och berglärka (Eremophila alpestris). Tidigare häckade även tofslärka (Galerida cristata) i södra delarna av Sverige men det finns ingen konstaterad häckning sedan slutet av 1980-talet. Den ses dock fortfarande regelbundet i södra Sverige. Dessa fyra arter representerar fyra olika släkten av familjen lärkor. Utöver dessa fyra arter har det observerats sex andra arter i Sverige: svartlärka, vitvingad lärka, kalanderlärka, asiatisk kalanderlärka, turkestanlärka och korttålärka. Sånglärkan flyttar till södra och västra Europa under vintern men återvänder redan i februari-mars. Vissa mildra vintrar stannar en del sånglärkor kvar i södra Sverige.

## Ekologi
Deras biotop varierar kraftigt, men många arter lever i torra områden. De är marklevande, placerar sina bon på marken, lägger 2-6 ägg och ungarna lämnar boet innan de kan flyga. De lever av insekter och frön.

## Systematik
Listan nedan följer AviList. Se respektive släkte för mer diskussion kring systematik. 
- Alaemon – 2 arter härfågellärkor
- Ammomanopsis – namiblärka
- Chersomanes – 2 arter
- Certhilauda – 4 arter
- Pinarocorys – 2 arter
- Ramphocoris – tjocknäbbad lärka

- Ammomanes – 3 arter ökenlärkor
- Eremopterix – 8 arter finklärkor
- Calendulauda – 8 arter
- Heteromirafra – 2 arter
- Plocealauda – 5 arter
- Mirafra – 7 arter
- Amirafra – 3 arter
- Corypha – 11 arter

- Lullula – trädlärka
- Spizocorys – 7 arter

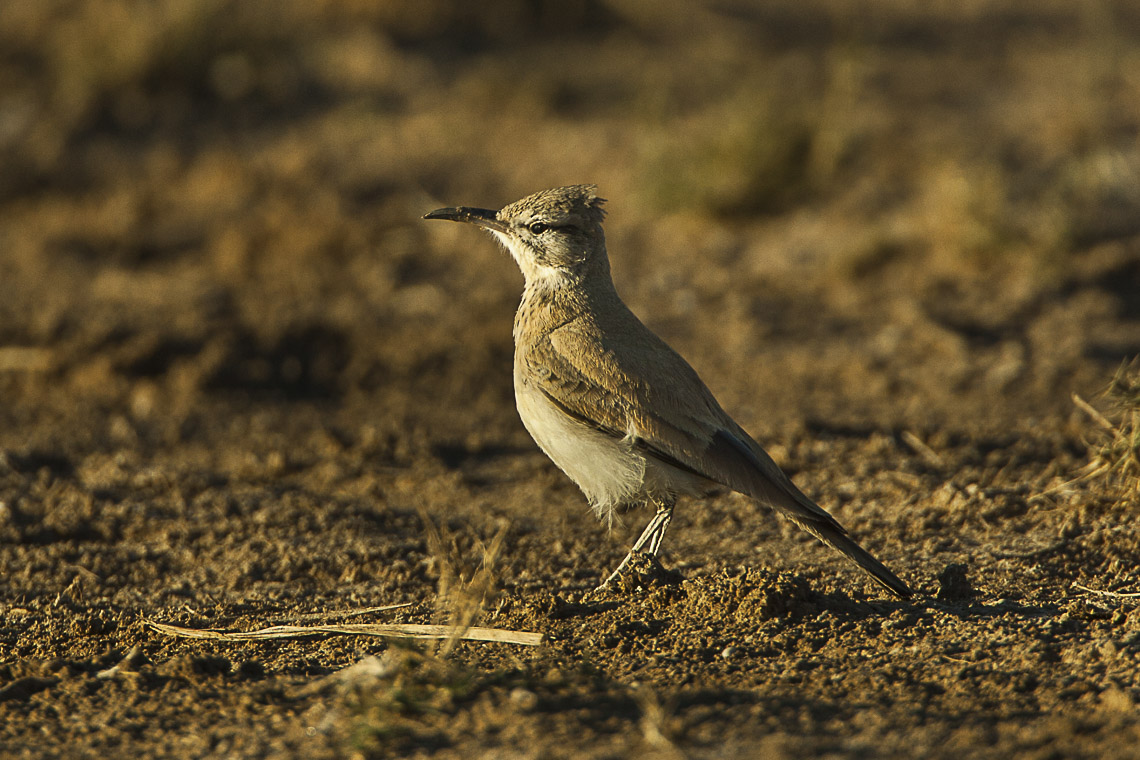
Härfågellärka (Alaemon alaudipes)

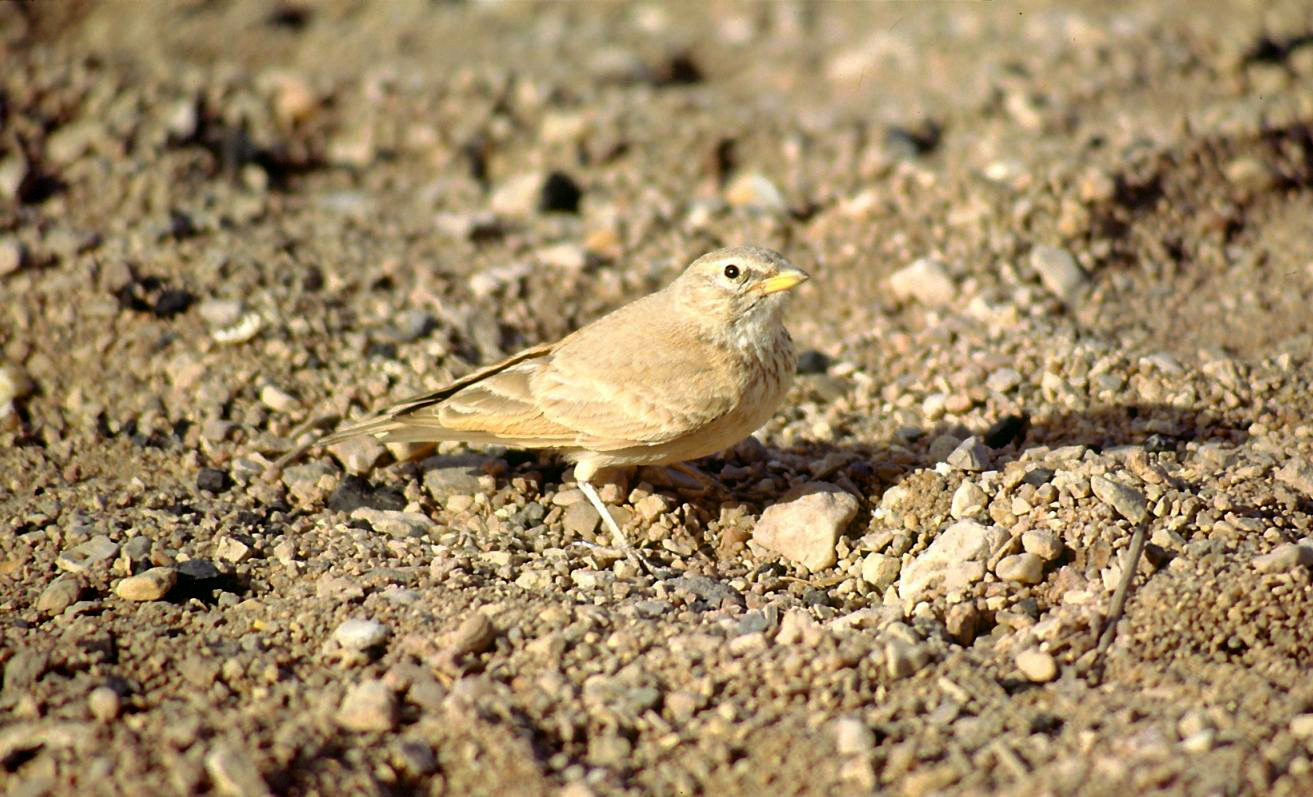
Stenökenlärka (Ammomanes deserti)

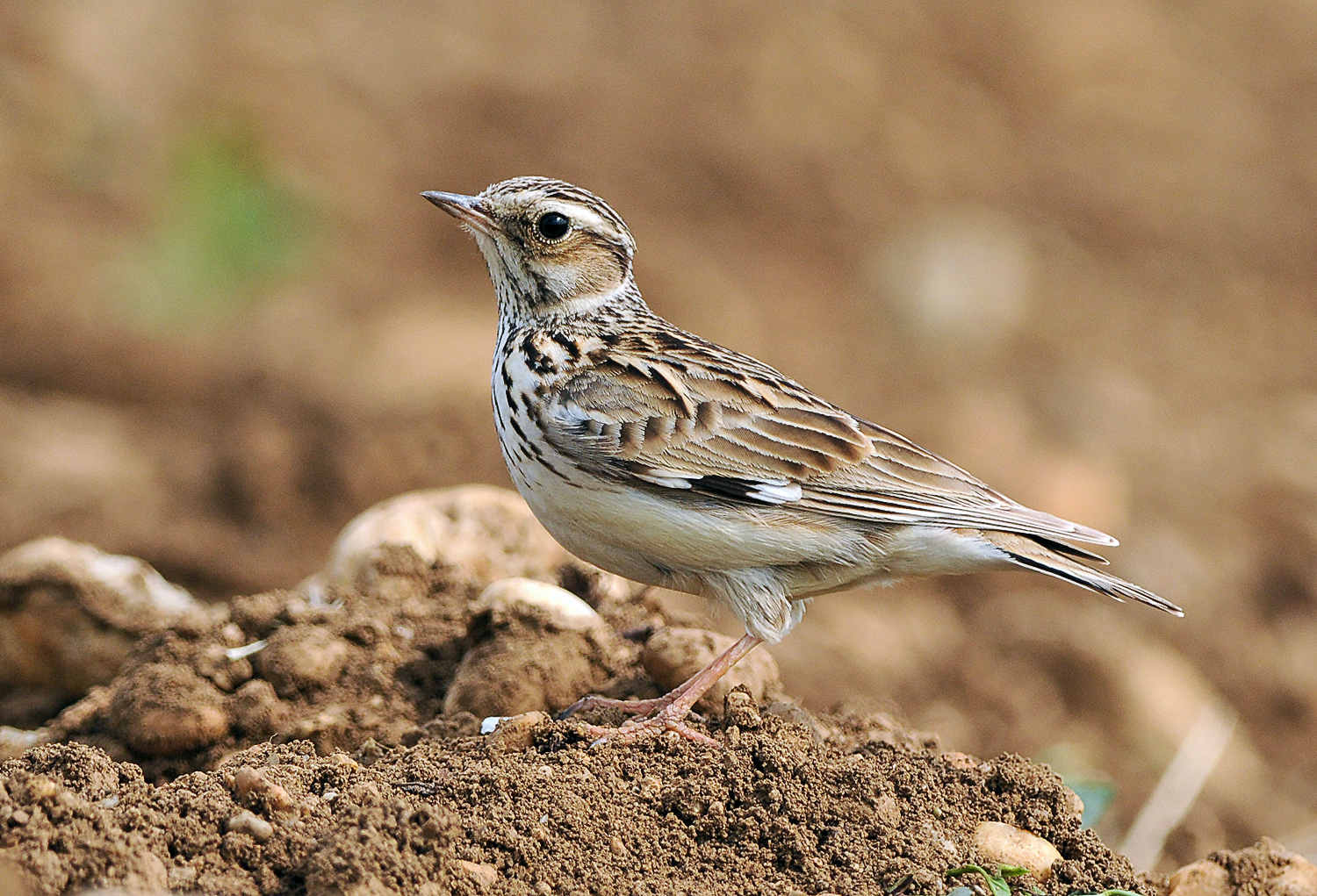
Trädlärka (Lullula arborea)

- Alauda – 4 arter, däribland sånglärka
- Galerida – 6 arter, däribland tofslärka

- Eremophila – 2 arter berglärkor

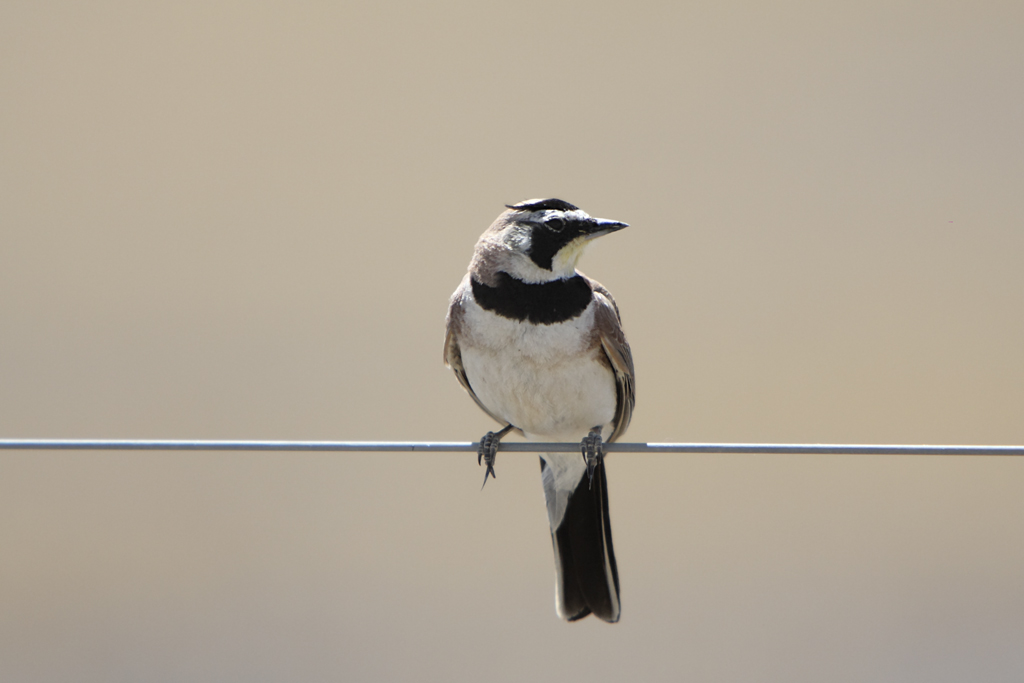
Berglärka (Eremophila alpestris)

- Calandrella – 6 arter korttålärkor
- Melanocorypha – 5 arter
- Chersophilus –  skymningslärka
- Eremalauda – 2 arter
- Alaudala – 5 arter

## Lärkor och människan
Lärkor har historiskt ansetts som en hälsosam och delikat vilträtt och lärktunga omskrevs som en delikatess under romartiden.